# Kwon Chae-won
Kwon Chae-won (hangul: 권채원; Seúl, 26 de mayo de 1999), también conocida como Eunchae, es una cantante surcoreana. Ella fue miembro del grupo femenino surcoreano DIA. Además de las actividades que realizó con su grupo, Chaewon también protagonizó el primer drama web de Tooniverse, The Shining Nara, que ganó popularidad con más de 10 millones de visitas en su primer mes en YouTube.

## Biografía, primeros años y educación
Eunchae nació el 26 de mayo de 1999 en Seúl, Corea del Sur. Asistió a la Escuela Multi Artística Hanlim. El 9 de febrero de 2018, se graduó con especialidad en Artes.

## Carrera

### Predebut
Eunchae era aprendiz de Ensoul Entertainment, donde estaba previsto que debutara con el grupo femenino Project A junto con sus compañeras Yebin y Jenny.

### 2016-presente: Debut con DIA y actividades en solitario
El 6 de marzo de 2016, MBK Entertainment anunció sus planes de agregar un nuevo miembro después de la partida de Seunghee. Hizo su debut con el primer miniálbum de DIA, Happy Ending, que se lanzó el 14 de junio de 2016, junto con el video musical del sencillo principal "On the Road" el mismo día. Eunchae escribió su canción en solitario "Remember", una pista del primer EP de DIA, Happy Ending, que se lanzó el 14 de junio de 2016.
En 2017, Eunchae debutó como actriz con un papel principal en el drama web The Shining Nara. En 2018, también protagonizó el drama web Do Dream. También ha aparecido en la serie web To. Jenny.
En 2022, Eunchae fue elegida para participar en el drama web Cherry Blossoms After Winter. A finales de 2022, DIA abandonó PocketDol Studio porque los miembros no renovaron sus contratos.
En 2023, Eunchae participó como concursante en el programa de supervivencia de SBS Universe Ticket bajo su nombre real Kwon Chae-won. Finalmente fue eliminada en el episodio 5.
En 2024, Kwon tuvo su primera reunión de fans "2024 KWON CHAEWON FANMEETING: BLOOMING DAY" el 9 de marzo. Su fanmeet contó con la participación de Hyeonju de Unis y Yona (concursante de A Universe Ticket).

## Discografía

### Sencillos
| Título                  | Año  | Posiciones más altas en los gráficos | Álbum        |
| Título                  | Año  | COR                                  | Álbum        |
| ----------------------- | ---- | ------------------------------------ | ------------ |
| "Remember" (기억할게요) | 2016 | —                                    | Happy Ending |

## Filmografía

### Series de televisión
| Año  | Título              | Papel            | Notas         | Ref.   |
| ---- | ------------------- | ---------------- | ------------- | ------ |
| 2018 | To. Jenny           | Miembro de Cocoa | Cameo         | [ 6 ]  |
| 2020 | Homemade Love Story | Ella misma       | Cameo (Ep. 1) | [ 12 ] |

### Series web
| Año  | Título                       | Papel         | Notas | Ref.  |
| ---- | ---------------------------- | ------------- | ----- | ----- |
| 2016 | Happy Ending                 | Ella misma    |       |       |
| 2017 | The Shining Nara             | Bit Na        |       | [ 4 ] |
| 2018 | Do Dream                     | Jung Shi-yeon |       | [ 5 ] |
| 2022 | Cherry Blossoms After Winter | Kim Se-ri     |       | [ 7 ] |

### Programas de variedades
| Año  | Título          | Papel       | Notas                     | Ref.          |
| ---- | --------------- | ----------- | ------------------------- | ------------- |
| 2019 | V-1             | Concursante |                           | [ 13 ] [ 14 ] |
| 2023 | Universe Ticket | Concursante | Programa de supervivencia | [ 15 ]        |